# Кембриџ (Небраска)
Кембриџ (енгл. Cambridge) град је у америчкој савезној држави Небраска.

## Демографија
По попису из 2010. године број становника је 1.063, што је 22 (2,1%) становника више него 2000. године.
| Група             | 2000.         | 2010.         |
| Белци             | 1.025 (98,5%) | 1.036 (97,5%) |
| Афроамериканци    | 0 (0,0%)      | 4 (0,4%)      |
| Азијати           | 1 (0,1%)      | 1 (0,1%)      |
| Хиспаноамериканци | 8 (0,8%)      | 14 (1,3%)     |
| Укупно            | 1.041         | 1.063         |